# 因卡山
16°28′56″S 67°49′49″W / 16.48222°S 67.83028°W
因卡山（Inka），是玻利維亞的山峰，位於該國西部拉巴斯省的南永加斯省，屬於安第斯山脈中玻利維亞瑞阿爾山脈的一部分，海拔高度4,944米。